# Liga Nacional de Fútbol Profesional
La Liga Nacional de Fútbol Profesional, conosciuta commercialmente come LaLiga (Liga de Fútbol Profesional fino al 2016), è un'organizzazione associativa sportiva spagnola composta dai club e dalle società sportive di calcio coinvolte nelle varie categorie professionali dei campionati spagnoli, per un totale di 42 squadre.
L'organismo è stato istituito nel luglio 1984 e fa parte della RFEF, anche se ha autonomia giuridica.
La sua funzione principale è l'organizzazione dei campionati di Primera División e Segunda División.  Per motivi di sponsorizzazione e a partire dalla stagione 2023-24, si chiamano rispettivamente LaLiga EA Sports e LaLiga Hypermotion.
Dal 2013 il presidente è Javier Tebas.
I compiti principali de LaLiga comprendono l'organizzazione delle competizioni calcistiche professionistiche, il controllo economico, la vendita centralizzata dei diritti audiovisivi e una strategia di internazionalizzazione e leadership tecnologica.
LaLiga si oppone alla European Football Super League in quanto campionato esclusivo ed escludente, che non premia il merito sportivo, elimina i campionati nazionali come veicolo per guadagnarsi un posto nell'élite europea e basa il suo modello di governance sul potere delle squadre ricche.

## Organico della Lega
L'organico della Liga corrisponde alle 42 società iscritte ai due campionati professionistici spagnoli. I membri titolari potrebbero diminuire a causa della possibile presenza di qualche seconda squadra.

## Cronologia presidenti
| Presidente                     | Club           | Durata incarico (dal - al)                             |
| ------------------------------ | -------------- | ------------------------------------------------------ |
| Manuel Vega-Arango Alvaré      | Sporting Gijón | 1983 – 1984                                            |
| Antonio Baró Armengol          | Espanyol       | 11 dicembre 1984 – 11 febbraio 2001                    |
| Pedro Tomás Marqués            | Espanyol       | 2001 – 9 giugno 2004                                   |
| José Luis Astiazarán (interim) | Real Sociedad  | 2004 – 2005                                            |
| Guillermo Cabello (interim)    | Terrassa       | 2005                                                   |
| Carlos del Campo (interim)     | N/A            | 2005                                                   |
| José Luis Astiazarán           | Real Sociedad  | 15 luglio 2005 – 14 aprile 2009, 27 aprile 2009 – 2013 |
| Javier Tebas Medrano           | N/A            | 26 aprile 2013 – in carica                             |